# Tempel der Inschriften

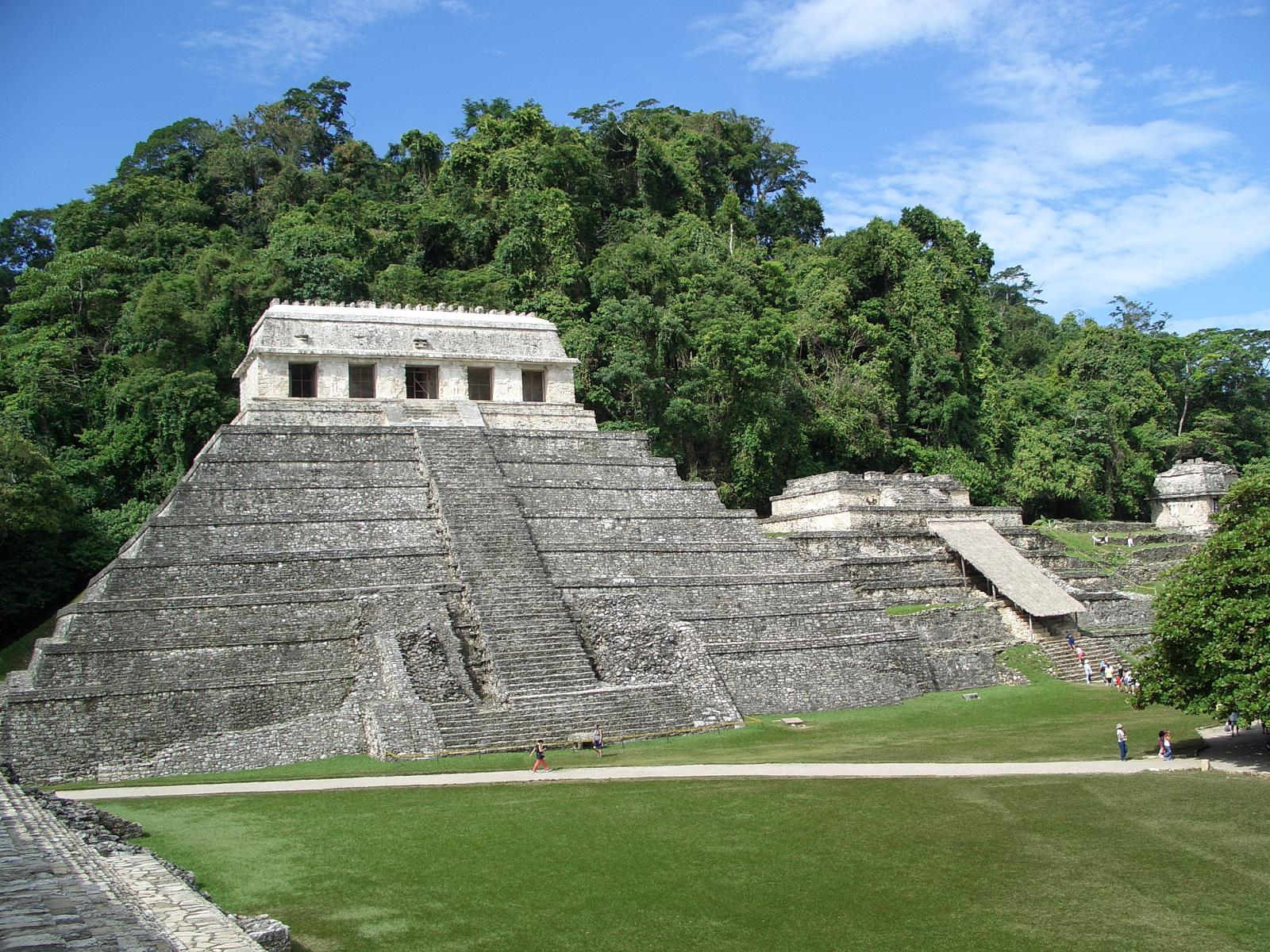
Der Tempel der Inschriften, 2006

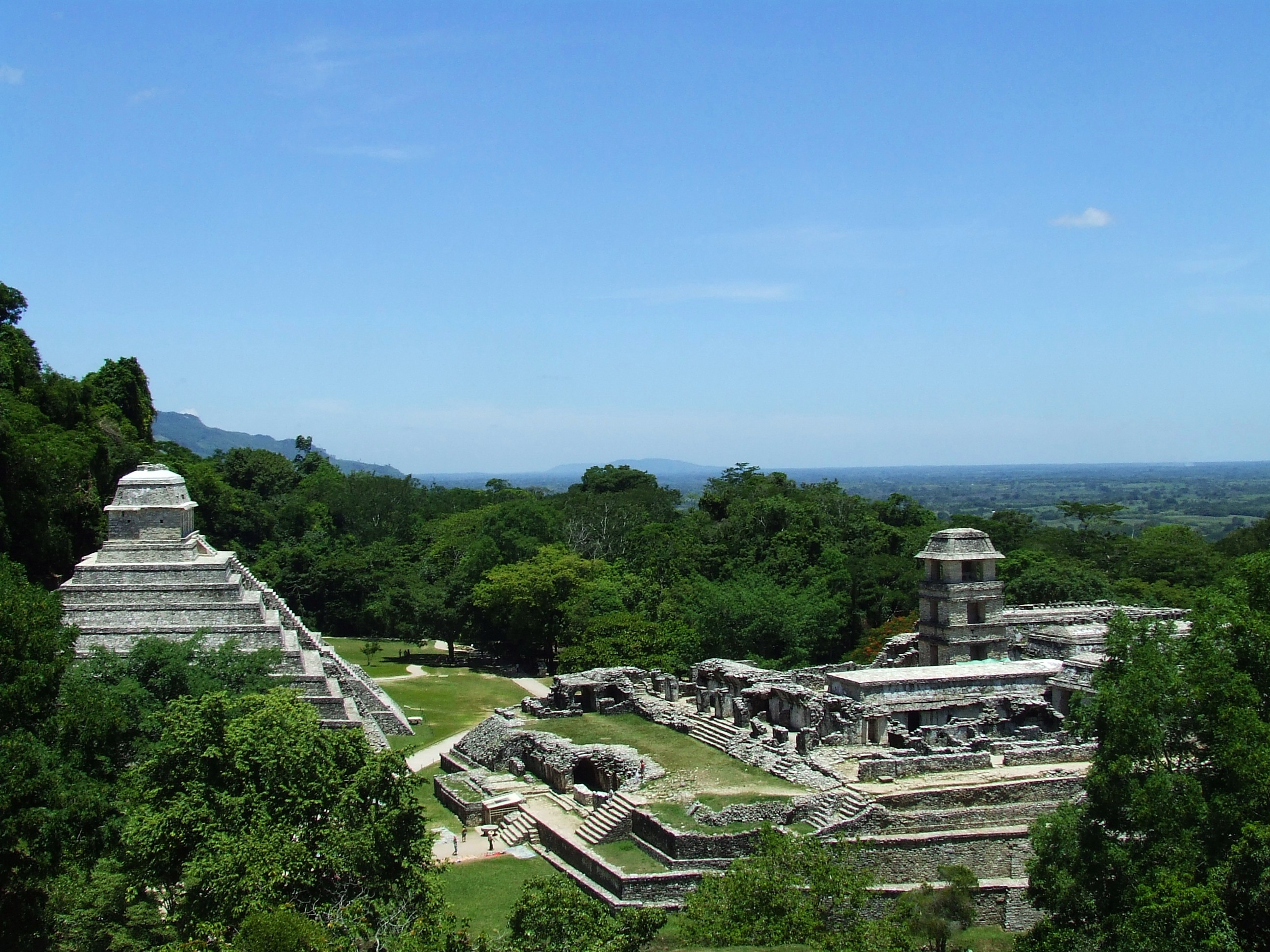
Der Tempel der Inschriften (links) und der Palast (rechts)

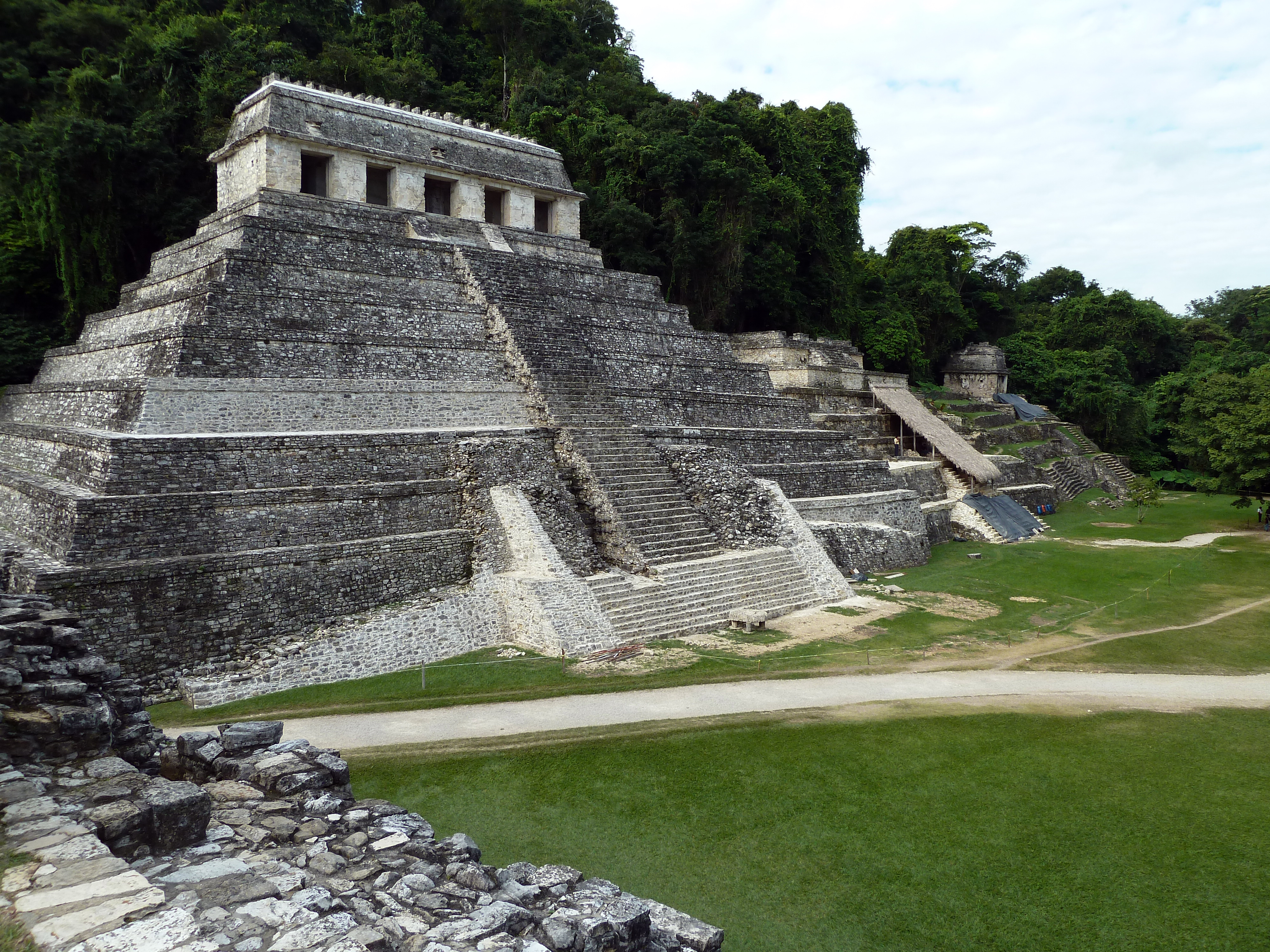
Der Tempel der Inschriften, dahinter Tempel XIII und Tempel XII

Der Tempel der Inschriften (spanisch Templo de las Inscripciones, Maya B'olon Yej Teʼ Naah („Haus der neun scharfen Speere“)) ist ein zentrales Bauwerk der Maya-Stadt Palenque im mexikanischen Bundesstaat Chiapas unweit der modernen Stadt Palenque. Es wurde Ende des 7. Jahrhunderts als Grabmal des Herrschers (Ajaw) K’inich Janaab Pakal I. (auch Pakal der Große) errichtet. Der Bau wurde noch zu Pakals Lebzeiten begonnen und unter seinem Sohn und Nachfolger K’inich Kan Bahlam II. beendet. 1952 wurde bei archäologischen Ausgrabungen unter der Leitung von Alberto Ruz Lhuillier in der Grabkammer das Begräbnis Pakals unberührt vorgefunden. Durch diesen Fund wurde die bis dahin vorherrschende Ansicht widerlegt, nach der es sich bei den Maya-Pyramiden ausschließlich um Tempel handle.

## Lage
Der Tempel der Inschriften liegt an der Südseite eines zentralen Platzes in Palenque. Mit ihm verbunden sind die beiden westlich anschließenden als „Tempel XIII“ und „Tempel XII“ (auch „Tempel des Schädels“) bezeichneten Gebäude. In Tempel XIII war eine Frau bestattet, die mangels Inschriften von den Ausgräbern als Rote Königin (Spanisch Reina Roja) bezeichnet wurde und bei der es sich wahrscheinlich um Pakals Gemahlin Tz’akbu Ajaw handelt. Die Ostseite des Platzes wird vom Palast eingenommen, die Westseite vom „Tempel XI“. Die Nordseite des Platzes ist unbebaut.

## Architektur

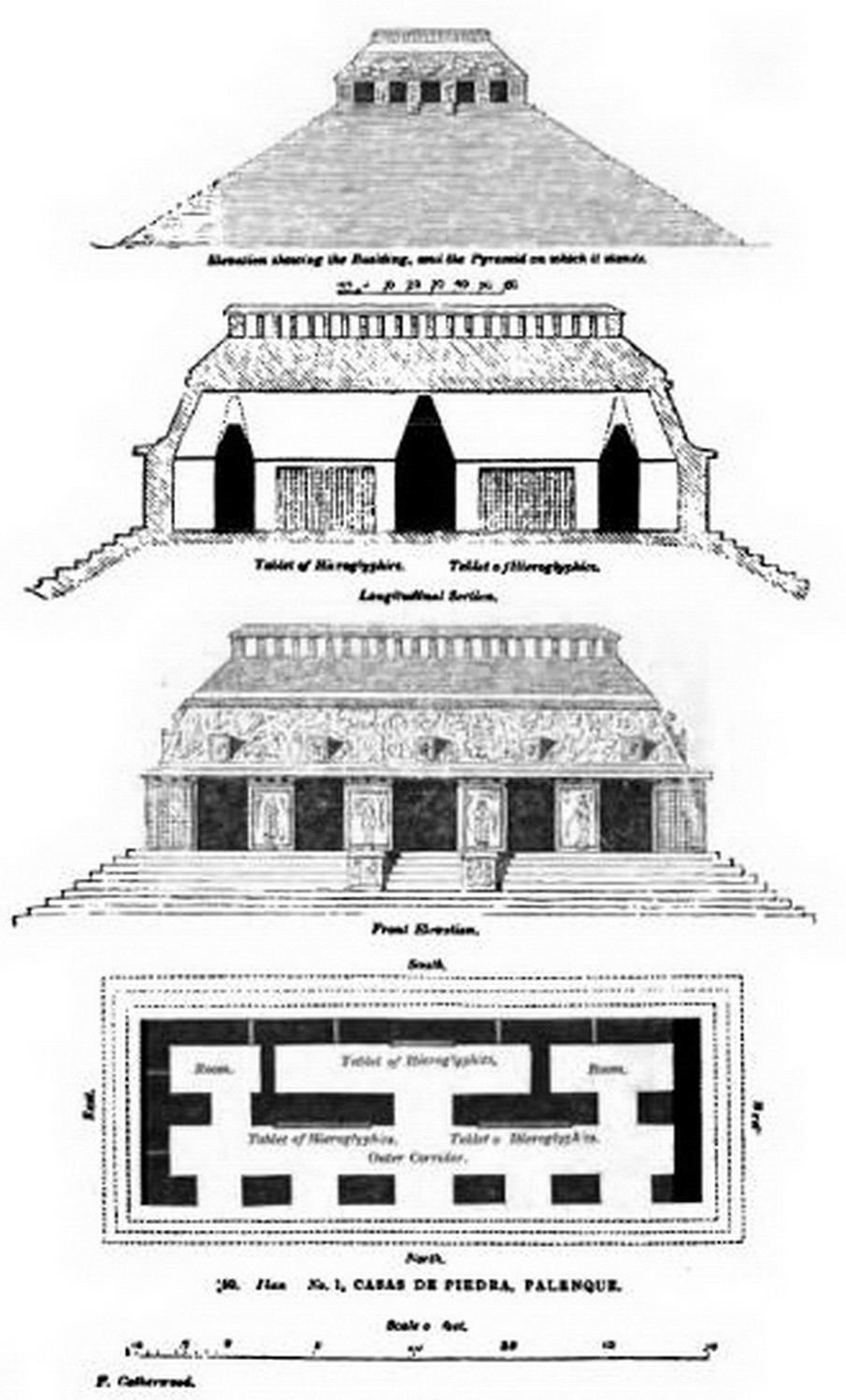
Plan des Tempels nach Frederick Catherwood (1841)

### Die Pyramide
Den Unterbau des Tempels bildet eine 22,8 m hohe stufenförmige Pyramide mit rechteckiger Grundfläche. Sie besteht aus Steinblöcken und ist in acht Stufen unterteilt. Von der Mitte der Nordseite führt eine Treppe hinauf zu einer Plattform. Die Treppe besteht aus 60 Stufen, die durch Absätze in vier Gruppen zu je 9, 19, 19 und 13 Stufen unterteilt sind. Auf dieser Plattform thront auf einem weiteren Unterbau der eigentliche Tempel. Zu seinem Eingang führt ein weiterer, von Wangen eingefasster, aus 9 Stufen bestehender Treppenabsatz.

### Der Tempel
Der Tempel hat einen Grundriss von 22 m × 7 m und ist wie die Pyramide aus Steinblöcken errichtet. Seine nördliche Fassade weist sechs Pfeiler auf, von denen die mittleren freistehend sind und die äußeren an die Schmalseiten des Tempels grenzen. Die fünf Freiräume zwischen den Pfeilern bilden Zugänge zu einem einzelnen, sich über die gesamte Breite des Tempels erstreckenden Korridor. Von hier aus führen drei Durchgänge zu drei weiteren Räumen. Alle Räume werden von einem hohen Kraggewölbe bekrönt. Den Abschluss des Tempels bildet ein Mansarddach, das ursprünglich von einem mächtigen Kamm bekrönt war, der jedoch nur noch in Resten erhalten ist. Die sechs Fassaden-Pfeiler sind mit Stuck-Reliefs verziert, ebenso die Bereiche links und rechts des Zugangs zum mittleren hinteren Raum und dessen Rückwand. Vermutlich waren einst der gesamte Tempel und sein Unterbau mit rot bemaltem Stuck überzogen; hiervon hat sich allerdings nichts erhalten.

### Die Krypta
Vom mittleren hinteren Raum aus führt eine von mehreren versetzten Kraggewölben überspannte Treppe zunächst nach Westen hinab in den Unterbau. Sie mündet in einer Vorkammer und führt von dort aus in östlicher Richtung weiter zur eigentlichen Grabkammer. Sie befindet sich 26 m unterhalb des Tempels und 2 m unterhalb des natürlichen Bodenniveaus. Bei ihrer Entdeckung war sie mit einer drehbaren, dreieckigen Steintür verschlossen. Die Kammer hat eine Länge von 9 m und eine Breite von 4 m. Ihre Langseiten besitzen jeweils einen Vorsprung, der ihre mittleren Drittel umfasst. Die Rückseite besitzt eine zweifach zurückspringende Nische. Die Kammer wird fast gänzlich von dem mächtigen steinernen Sarkophag Pakals eingenommen.

## Reliefs und Inschriften

### Die Fassade

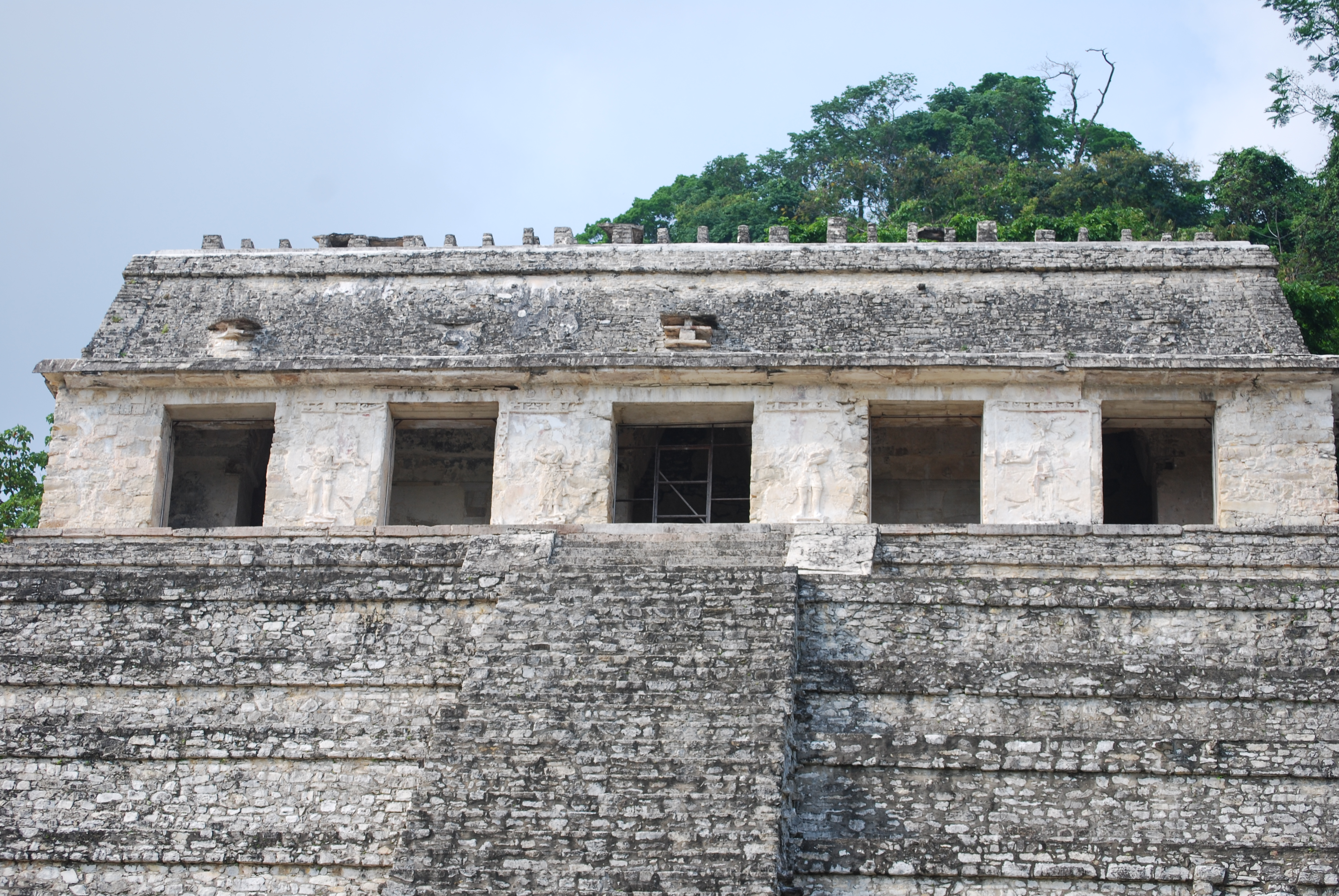
Die Tempel-Fassade

#### Die Inschrift oberhalb der Pfeiler
Von den ursprünglich 44 Zeichen dieser Inschrift sind nur noch sechs erhalten. Aus ihnen lassen sich zwei Datumsangaben rekonstruieren: Das erste Datum bezeichnet einen Tag im Dezember 688 oder Januar 689, das zweite bezieht sich auf einen Tag zwischen Dezember 676 oder Januar 677. Nach einem Vorschlag von Linda Schele und Peter Matthews könnten beide Daten mit dem Bau des Tempels in Verbindung stehen. Das zweite Datum würde sich demnach auf den Baubeginn beziehen und das erste auf seine Einweihung. Zwischen beiden Ereignissen hätten also exakt zwölf Jahre gelegen.

#### Pfeiler A

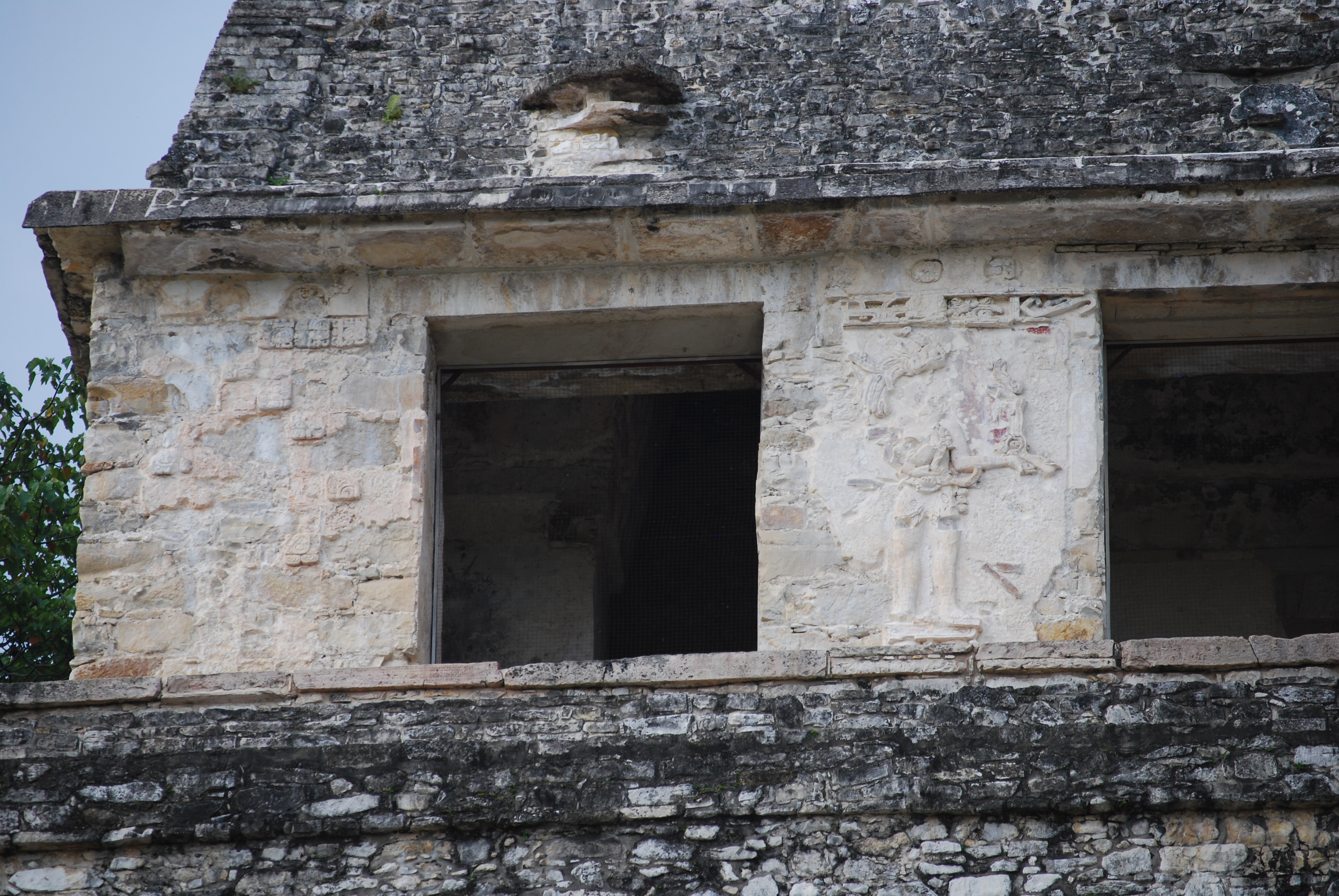
Die östlichen Pfeiler A und B

Pfeiler A wies ursprünglich eine hieroglyphische Inschrift auf, die aus 93 Zeichen bestand. Sie ist so stark beschädigt, dass nur noch neun Zeichen zu erkennen sind und der Inhalt des Textes folglich nur noch extrem bruchstückhaft rekonstruiert werden kann. Die Inschrift beginnt mit einer Datumsangabe, von der nur noch das letzte Zeichen erhalten ist. Es folgen weitere Bruchstücke von Datumsangaben, ein Zeichen für „Gefangennahme“ und ein Zeichen für „Tod“; letzteres nimmt vermutlich Bezug auf den Tod Pakals.

#### Pfeiler B
Die vier mittleren Pfeiler weisen bildliche Reliefs mit einheitlichem Aufbau auf. Alle zeigen eine lebensgroße menschliche Figur, die zum zentralen Eingang des Tempels gewandt ist und eine Räuchergabe darbringt. Alle Figuren stehen auf einer Ungeheuer-Maske, die eine mythologische Örtlichkeit repräsentiert. In einem Arm halten die Figuren einen Säugling, bei dem es sich um Unen K’awiil bzw. „Gott GII“, einen der drei Stadtgötter Palenques, handelt. Ein Vergleich mit der Darstellung auf dem Sarkophag-Deckel legt nahe, dass es sich tatsächlich um Pakal handelt, der im Jenseits als verjüngter Stadtgott wiedergeboren werden soll. Die handelnde Person auf Pfeiler B kann durch Glyphen in ihrem Kopfschmuck namentlich identifiziert werden: Es handelt sich demnach um K’uk’ Bahlam I., den Begründer der Dynastie von Palenque.

#### Pfeiler C

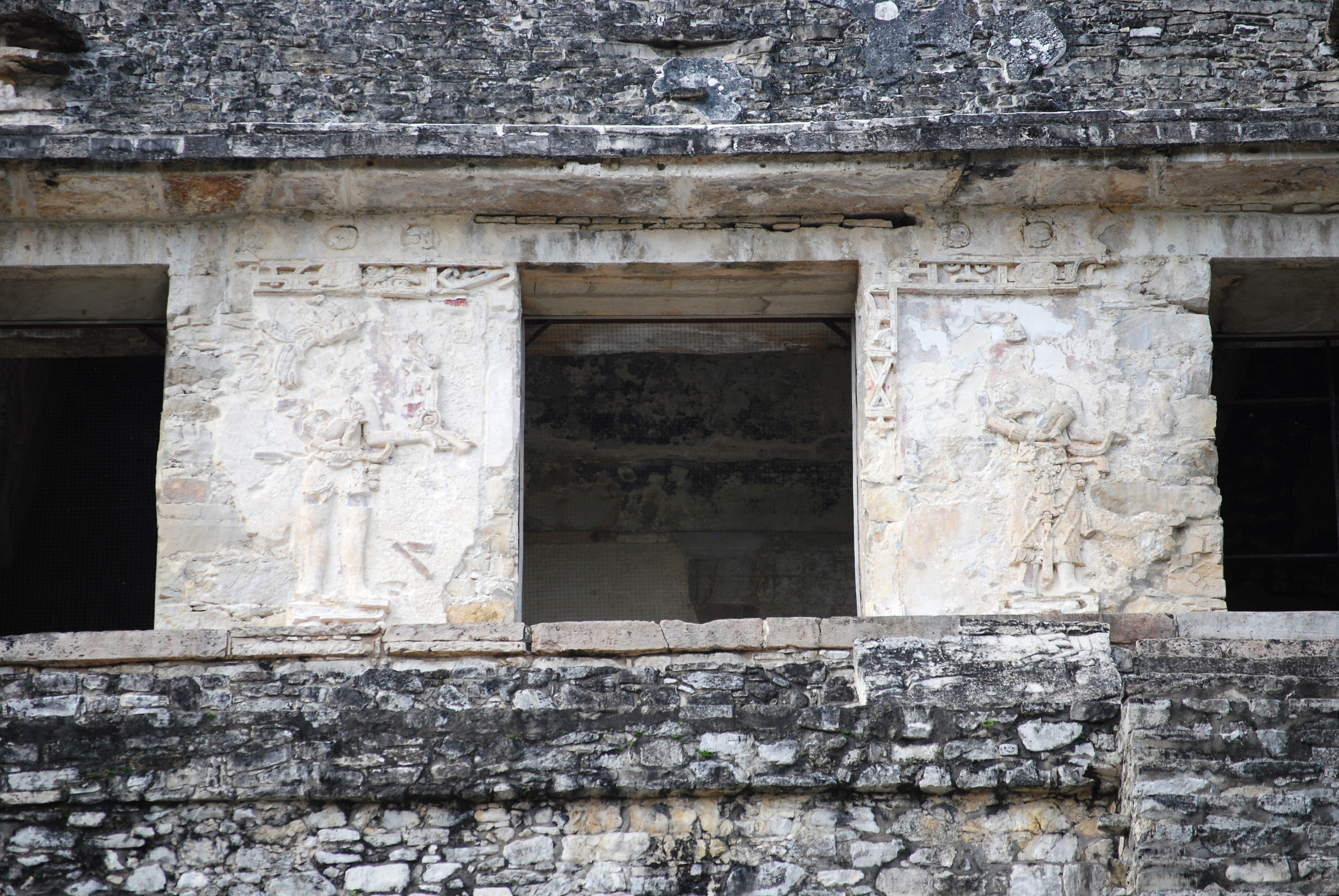
Pfeiler B und C

Wegen der starken Erosion des Reliefs kann die Person auf Pfeiler C nicht mehr eindeutig identifiziert werden. Anhand der Kleidung ist jedoch zu erkennen, dass es sich um eine Frau handelt. Am wahrscheinlichsten ist daher die Vermutung, dass es sich um Pakals Mutter Sak K'uk' handelt.

#### Pfeiler D

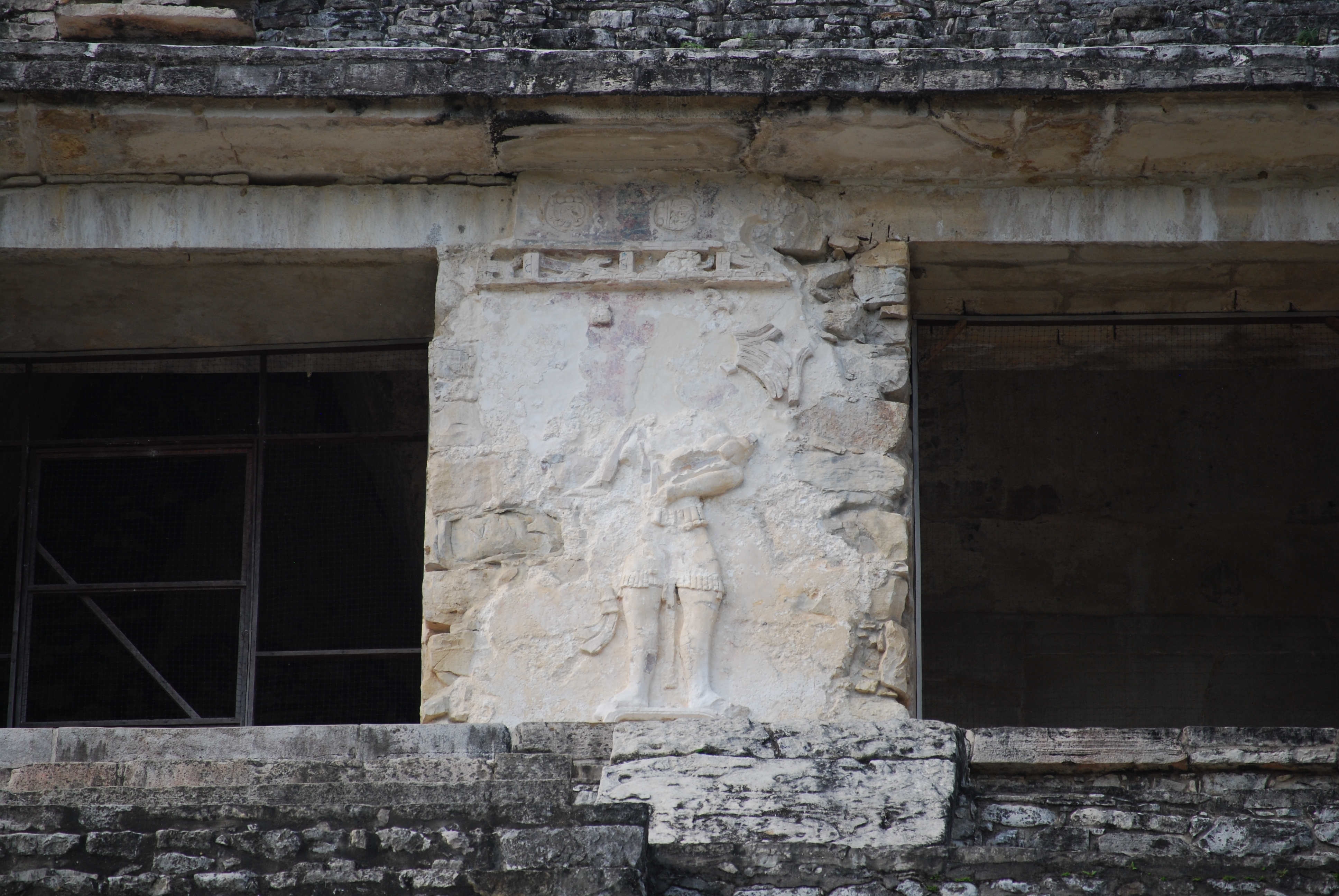
Pfeiler D

Auch die Person auf Pfeiler D lässt sich nicht mehr eindeutig identifizieren. Ihr Kopf ist vollständig zerstört. Parallel zu Pfeiler C wird hier eine Darstellung von Pakals Vater K'an Mo' Hix vermutet. Obwohl er selbst nie über Palenque herrschte, ist er hier ebenso wie auf dem Sarkophag mit einer vollen Emblem-Glyphe Palenques ausgestattet, die sonst nur für Herrscher verwendet wurde.

#### Pfeiler E

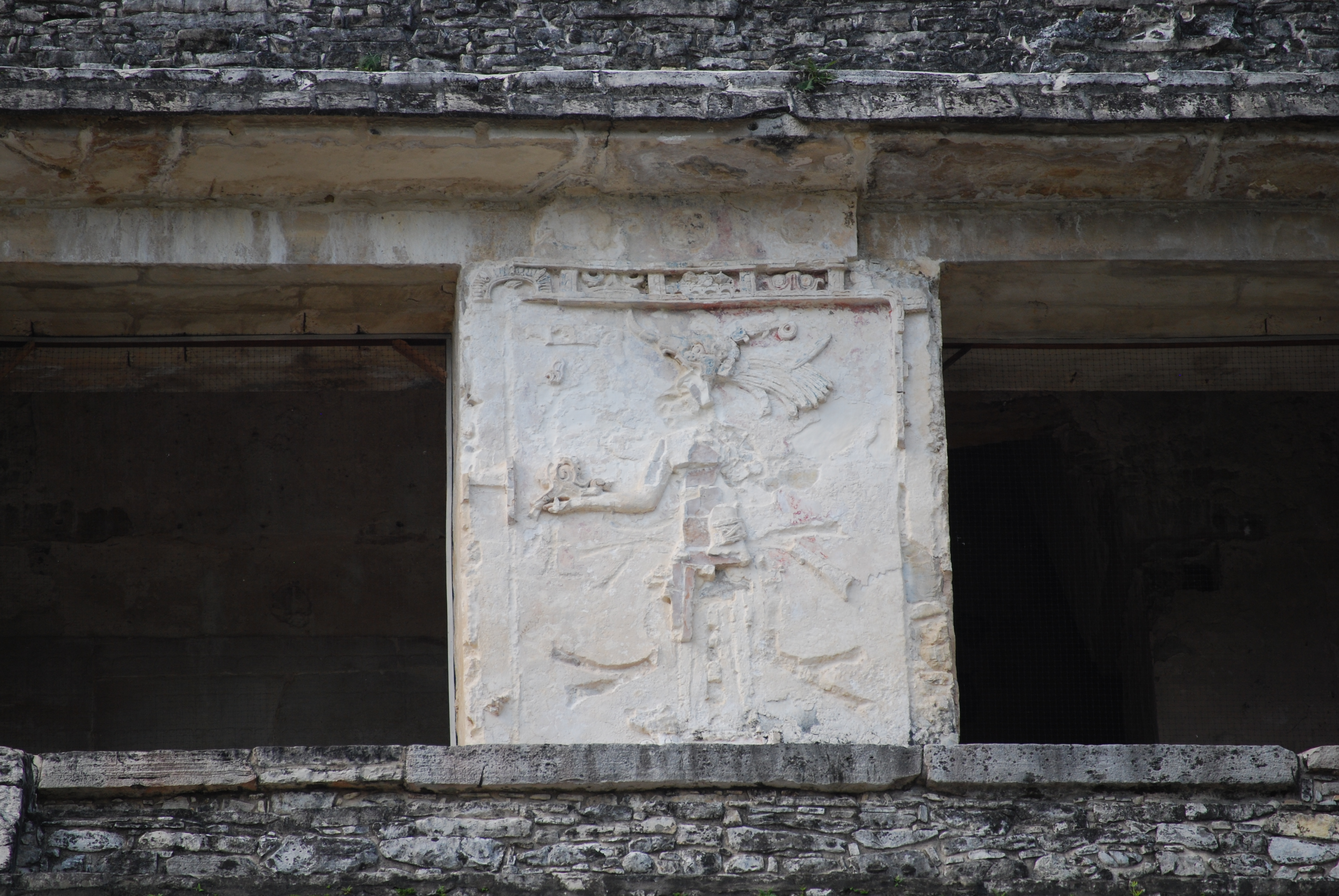
Pfeiler E

Die Person auf Pfeiler E kann durch Haarschmuck-Glyphen als ein Herrscher namens Kan Bahlam identifiziert werden. Es handelt sich also entweder um Kan Bahlam I. oder um Pakals Sohn K'inich Kan Bahlam II.

#### Pfeiler F
Die hieroglyphische Inschrift von Pfeiler F bestand ursprünglich aus 96 Zeichen. Erhalten sind lediglich vier, die Name und Titel von K'inich Kan Balam II. nennen. Vermutlich stelle diese Inschrift den Gegenpart zur Inschrift auf Pfeiler A dar und berichtete von den Taten K'inich Kan Balams II., während jene den Taten seines Vaters gewidmet war. Trotz des weitgehend zerstörten Textes lässt sich doch ein interessantes Detail aus der Inschrift herauslesen: K'inich Kan Balam II. wird hier als zehnter Herrscher von Palenque bezeichnet. Da aber zwölf Herrscher namentlich bekannt sind, die vor ihm herrschten, wurden drei Herrscher zu dieser Zeit offenbar als illegitim angesehen. Aus einer Herrscherliste im Kreuztempel ist ersichtlich, dass es sich um Yohl Ik’nal, Ajen Yohl Mat und Muwaan Mat, die drei unmittelbaren Vorgänger Pakals handelte.

#### Die Treppe
An den Seiten der Treppe, die von der Plattform der Pyramide in den Tempel führt, sind zwei weitere Reliefs erhalten. Beide zeigen menschliche Figuren, die ursprünglich als Gefangene interpretiert wurden. Da sie aber keinerlei Fesseln, stattdessen aber ausladenden Schmuck tragen, dürften sie wohl nicht als solche anzusehen sein. Beide Figuren tragen Kalender-Glyphen, die zu stark erodiert sind, um sie noch klar entziffern zu können. Die Bedeutung dieser beiden Daten ist bislang unklar.

### Die Inschriften im Inneren des Tempels

#### Die östliche Inschriften-Tafel
Die ausführliche Inschrift auf der östlichen Tafel stellt eine wichtige Quelle für die Rekonstruktion der Herrschafts-Geschichte Palenques dar. Sie gibt lückenlos für alle Herrscher Palenques ab Ahkal Mo’ Nahb I. (dem vierten Herrscher) bis zu K'inich Janaab Pakal I. die genauen Daten ihrer Thronbesteigung und von wichtigen religiösen Zeremonien an. Von besonderem Interesse sind zwei Einträge, die vom üblichen Schema abweichen: Der erste betrifft die Herrschaft von Ajen Yohl Mat. Hier findet sich zunächst eine Passage, in des offenbar darum geht, dass Feierlichkeiten zum Ende eines Kalenderzyklus nicht stattfinden konnten. Unmittelbar darauf folgt, ohne Bezug auf einen Herrscher, die Nennung der Einnahme Palenques durch den verfeindeten Stadtstaat Calakmul. Der zweite Eintrag betrifft Muwaan Mat, dessen Identität bislang nicht sicher geklärt ist. Der Eintrag beginnt mit der Passage „Verloren war die Herrin, verloren war der Herr.“ Die genaue Bedeutung des Satzes ist unklar; vermutlich bezieht er sich auf ein Erlöschen der Hauptlinie des Herrscherhauses, woraufhin Muwaan Mat als Regent(in) eingesetzt wurde. Wohl als Folge hieraus ergab sich der Ausfall weiterer wichtiger religiöser Feierlichkeiten.

#### Die mittlere Inschriften-Tafel
Auf der mittleren Tafel werden sehr ausführlich religiöse Zeremonien beschrieben, die von Pakal durchgeführt wurden. Als einziges weiteres Ereignis wird ein Krieg gegen die Herren des Ostens und des Westens genannt. Dies dürfte ein Verweis auf den erfolgreichen Kriegszug gegen Pomoná und Santa Elena im Jahr 659 sein.

#### Die westliche Inschriften-Tafel
Die westliche Inschrift beginnt mit mehreren religiösen Zeremonien, die von Pakal durchgeführt wurden. Es folgt eine etwas problematisch zu lesende Passage, in denen Bezug auf zukünftige Ereignisse genommen wird: Zum einen auf das Ende der Kalenderzyklus 9.13.0.0.0 (3. März 692), das in die Regierungszeit von K'inich Kan Balam II. fiel, zum anderen auf ein Ereignis in der fernen Zukunft, nämlich die Vollendung eines pictun (1.0.0.0.0.0) im Jahr 4772. Hierauf folgen genaue Datumsangaben für Pakals Geburt und seine Thronbesteigung. Es schließen sich weitere Passagen an, die auf zukünftige Ereignisse verweisen.
Die zweite Hälfte der Inschrift führt zurück in Pakals Regierungszeit und beginnt mit einer ausführlichen Beschreibung der Ankunft und rituellen Opferung von Nu’n u Jol Chaahk, dem 659 gefangen genommenen Herrscher von Santa Elena. Eingebettet in einige unklare Rückverweise in die jüngere und in die mythologische Vergangenheit wird die Ankunft und Opferung eines weiteren Gefangenen beschrieben. Es folgt ein Abschnitt, der die genauen Daten für Pakals Hochzeit mit Tz'akbu Ajaw und ihren Tod wiedergibt. Die Inschrift endet mit Datumsangaben für Pakals letzte Feier zum Ende eines Kalenderzyklus, für seinen Tod und für die Thronbesteigung seines Sohnes.

## Das Grab und seine Ausstattung

### Beigaben und Begräbnisse vor der Grabkammer
Der Zugang zur Grabkammer war ursprünglich durch zwei Steinmauern versperrt. Hinter der ersten entdeckte Lhuillier eine Truhe aus Steinplatten, die durch Mörtel verbunden waren. Sie enthielt sieben Keulenköpfe aus Jade, zwei blumenförmige Ohrpflöcke aus Jade, einen tropfenförmigen Perlen-Ohrring und drei Muschelschalen mit roter Farbe. Hinter der zweiten Mauer fand Lhuillier eine weitere, größere Kiste. Diese enthielt keine Beigaben, sondern die Skelette von fünf Menschen beiderlei Geschlechts, die Pakal ins Jenseits begleiten sollten.

### Die Beigaben in der Grabkammer
Unter dem Sarkophag fand Lhuillier zwei Köpfe aus Stuck, bei denen es sich wahrscheinlich um Bildnisse Pakals handelt. Der kleinere ist 29 cm hoch und zeigt den Herrscher im jugendlichen Alter. Der zweite Kopf hat eine Höhe von 43 cm und zeigt Pakal als erwachsenen Mann.

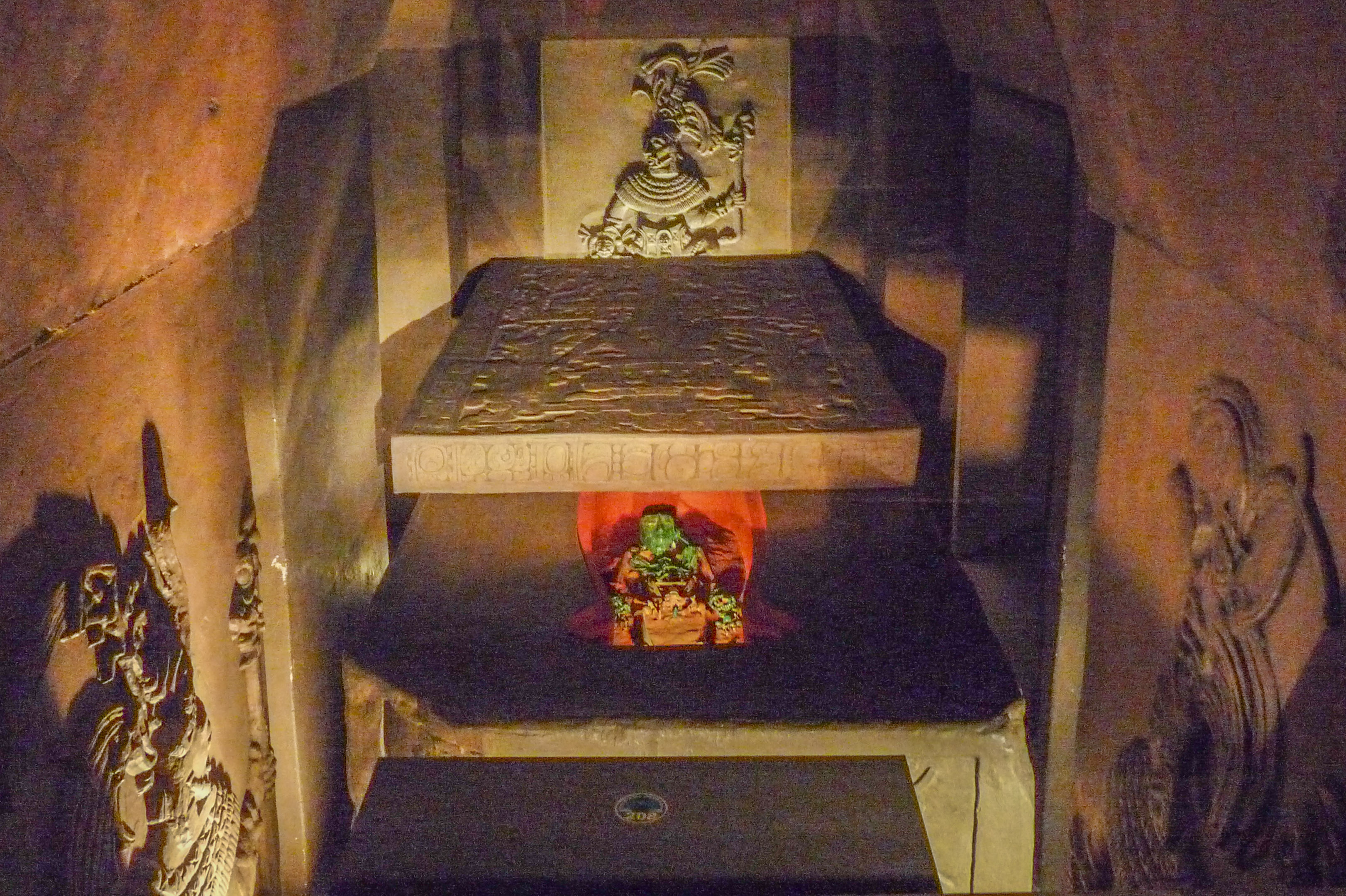
Rekonstruktion der Grabkammer im Nationalmuseum für Anthropologie, Mexiko-Stadt
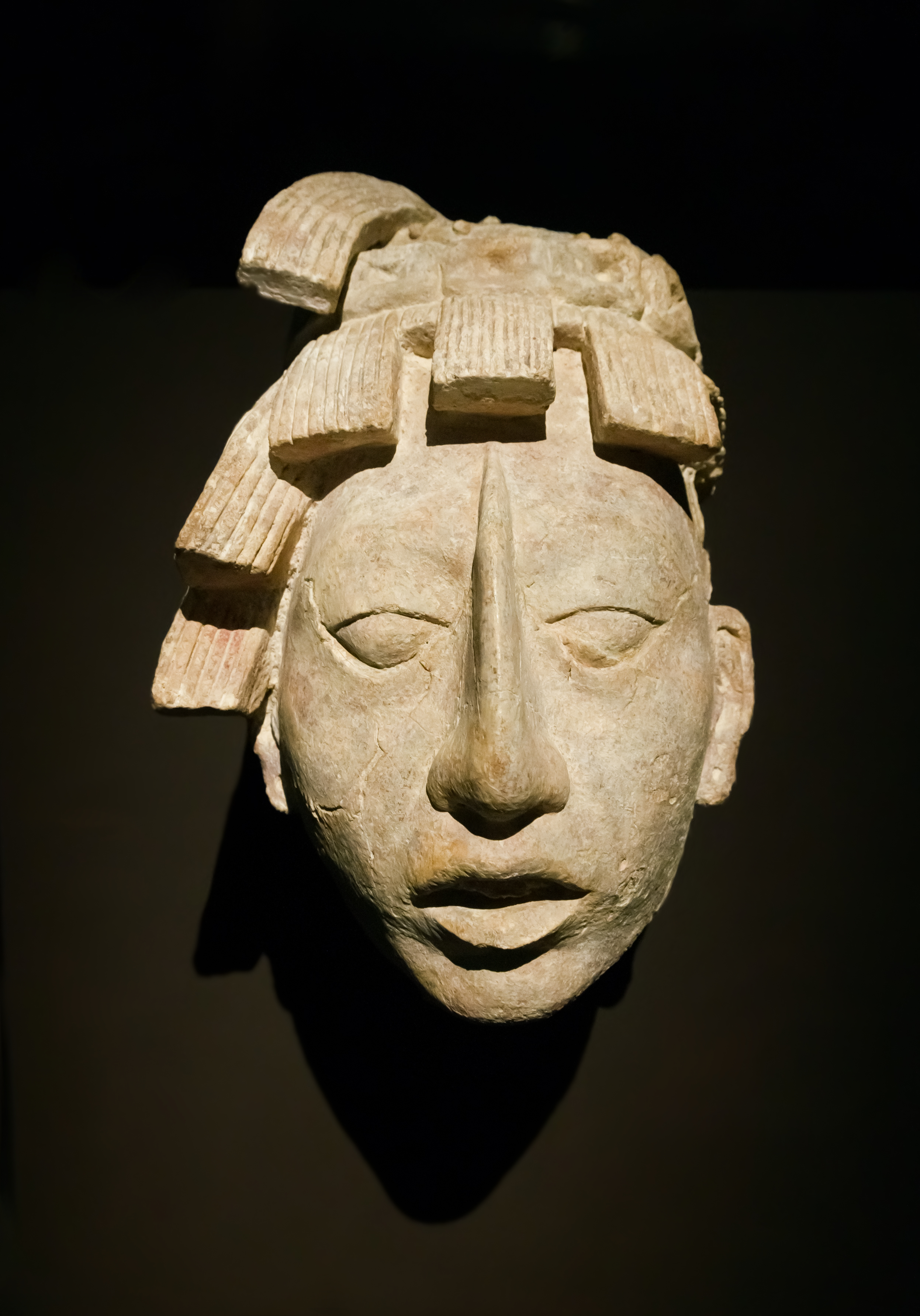
Einer der beiden Stuckköpfe
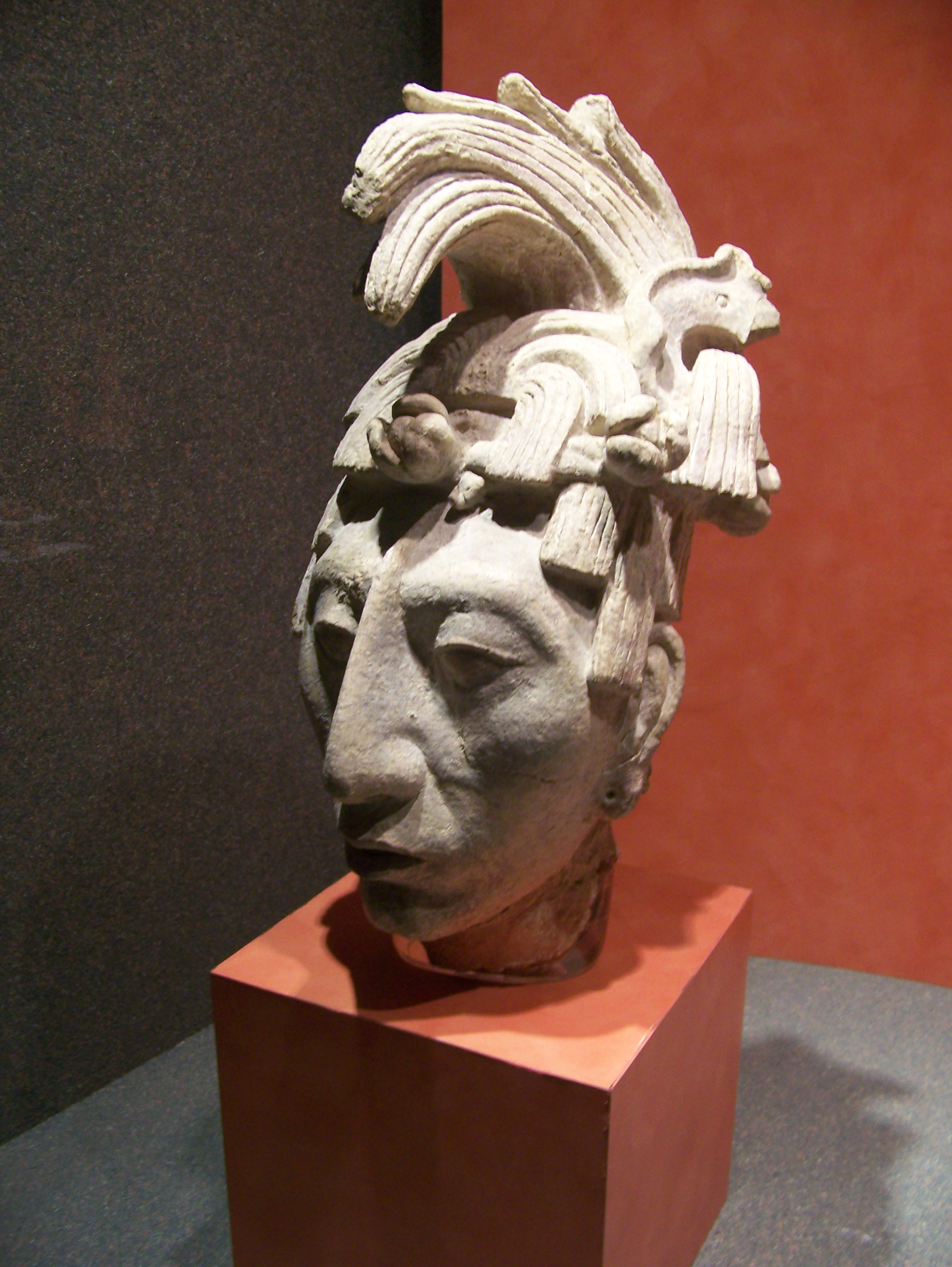
Einer der beiden Stuckköpfe

### Der Sarkophag

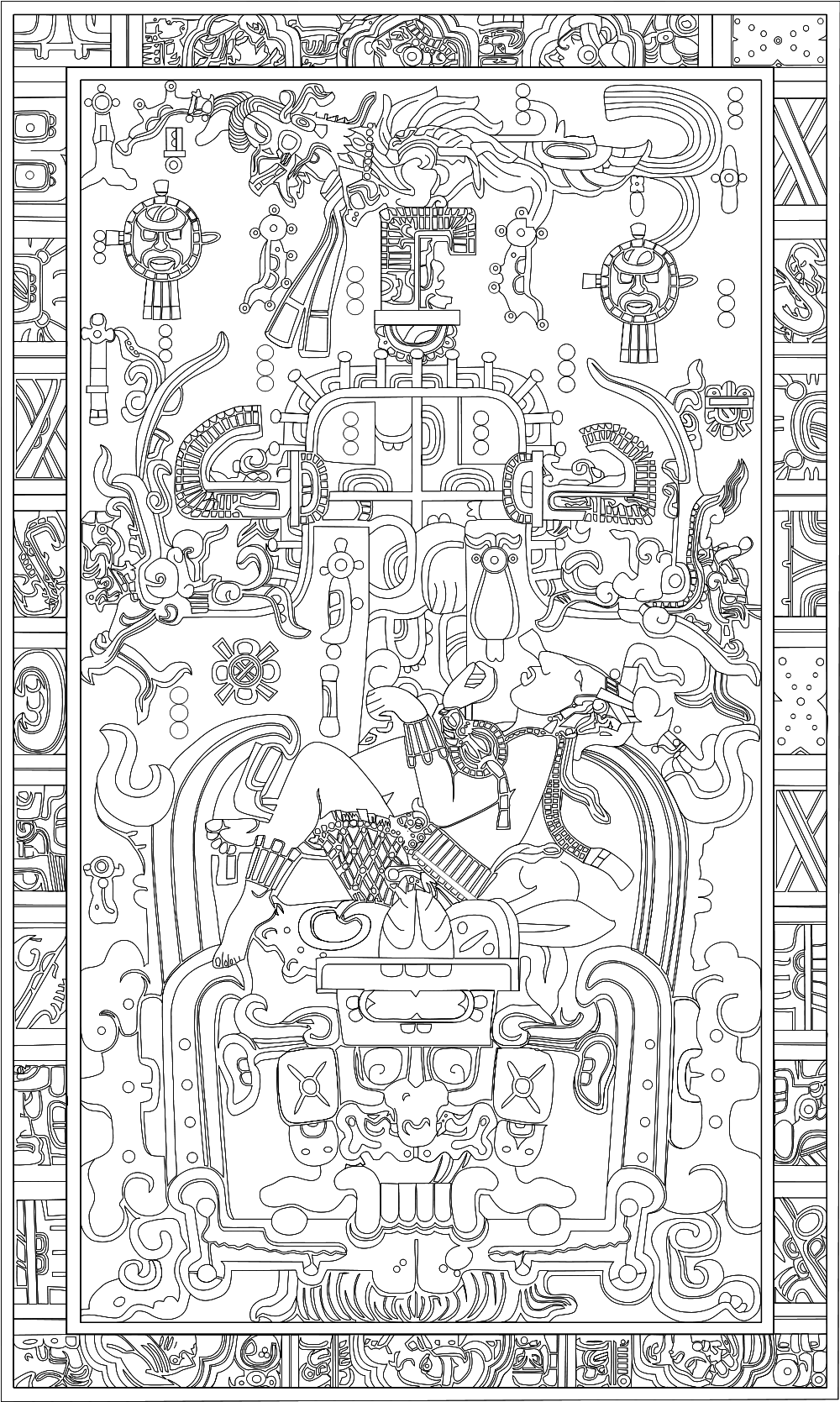
Die Grabplatte von Pakals Sarkophag (Umzeichnung)

Der Sarkophag, der die Grabkammer fast völlig einnimmt, ist aus einem einzigen Steinblock gehauen und hat ein Gewicht von 15 Tonnen. Auf ihm ruht eine Grabplatte von 3,8 m Länge und 2,2 m Breite. Sie hat ein Gewicht von 5,5 Tonnen. An ihren Seitenflächen weist sie eine Inschrift auf, die mit den Geburts- und Sterbedaten von Pakal beginnt und dann mit den Sterbedaten seiner Vorgänger fortfährt. Diese Liste umfasst alle Herrscher von Ahkal Mo' Nahb I. bis Ajen Yohl Mat. Muwaan Mat wurde ausgelassen. Stattdessen werden Pakals Großvater Janaab Pakal und seine Eltern Sak K'uk' und K'an Mo' Hix aufgeführt.
Die Oberseite der Platte zeigt den Übergang Pakals in die Unterwelt Xibalbá. Zentrales Motiv ist der Weltenbaum Wacah Chan. Zu seinen Füßen liegt Pakal mit angezogenen Beinen und wird von der Unterwelt verschlungen, die als Schädel mit weit geöffnetem Mund dargestellt ist. Zwischen Pakal und den Zähnen der Unterwelt ist allerdings noch ein schützendes Zeichen dargestellt: Es handelt sich um einen teilweise skelettierten Monsterkopf, der eine Opferschale mit der Sonnen-Hieroglyphe trägt. Dieses Zeichen sollte es Pakal ermöglichen, die Unterwelt sicher zu durchwandern, um schließlich am östlichen Horizont wieder aufzuerstehen.

### Der Leichnam Pakals und seine Ausstattung
Der Leichnam Pakals war mit zahlreichen Schmuckstücken aus Jade versehen. Auf seinem Gesicht lag eine Maske. Die Augen des Toten sind aus Perlmutt und Obsidian nachempfunden. Im Mund trug er ein T-förmiges Amulett. Neben der Maske lagen lange Ohrpflöcke. Mehrere Ketten aus verschieden geformten Perlen waren um seinen Hals und seine Handgelenke geschlungen. An jedem Finger steckte ein Ring. Weitere Beigaben waren zwei Jade-Köpfe. Bei dem ersten dürfte es sich um eine Darstellung Pakals im fortgeschrittenen Alter handeln. Der zweite Kopf ist ein Abbild des Sonnengottes.

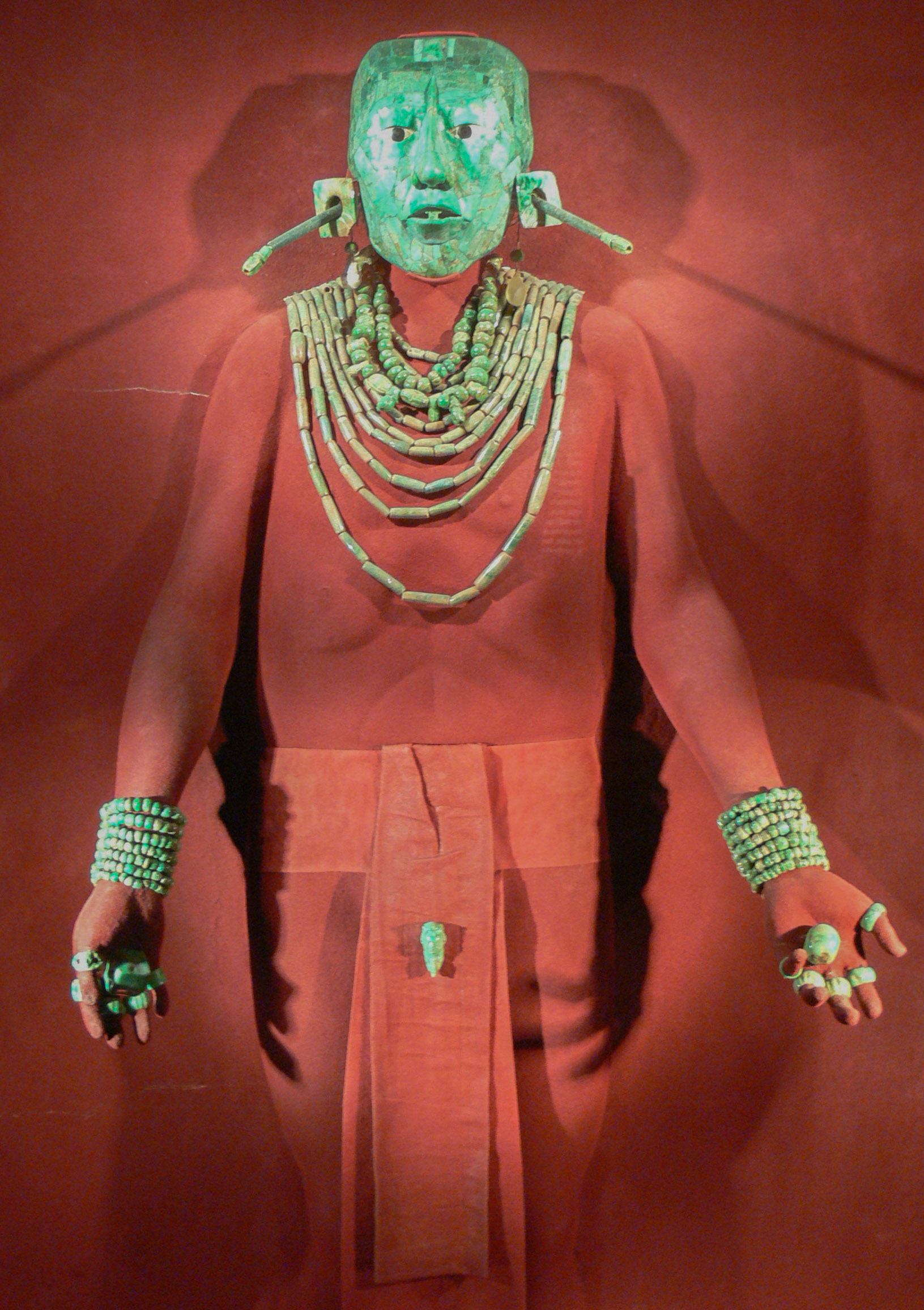
Grabschmuck Pakals
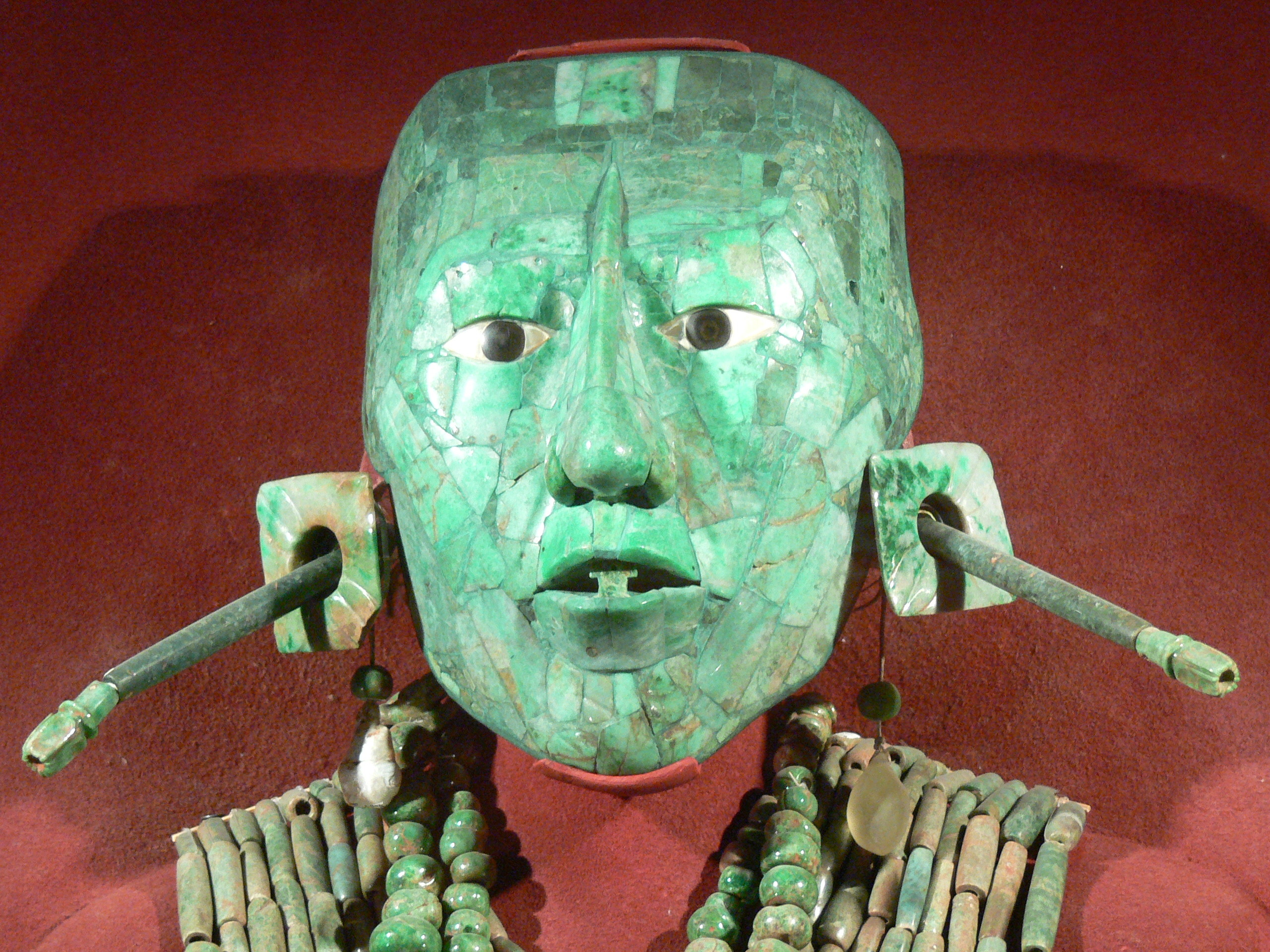
Detailansicht der Totenmaske
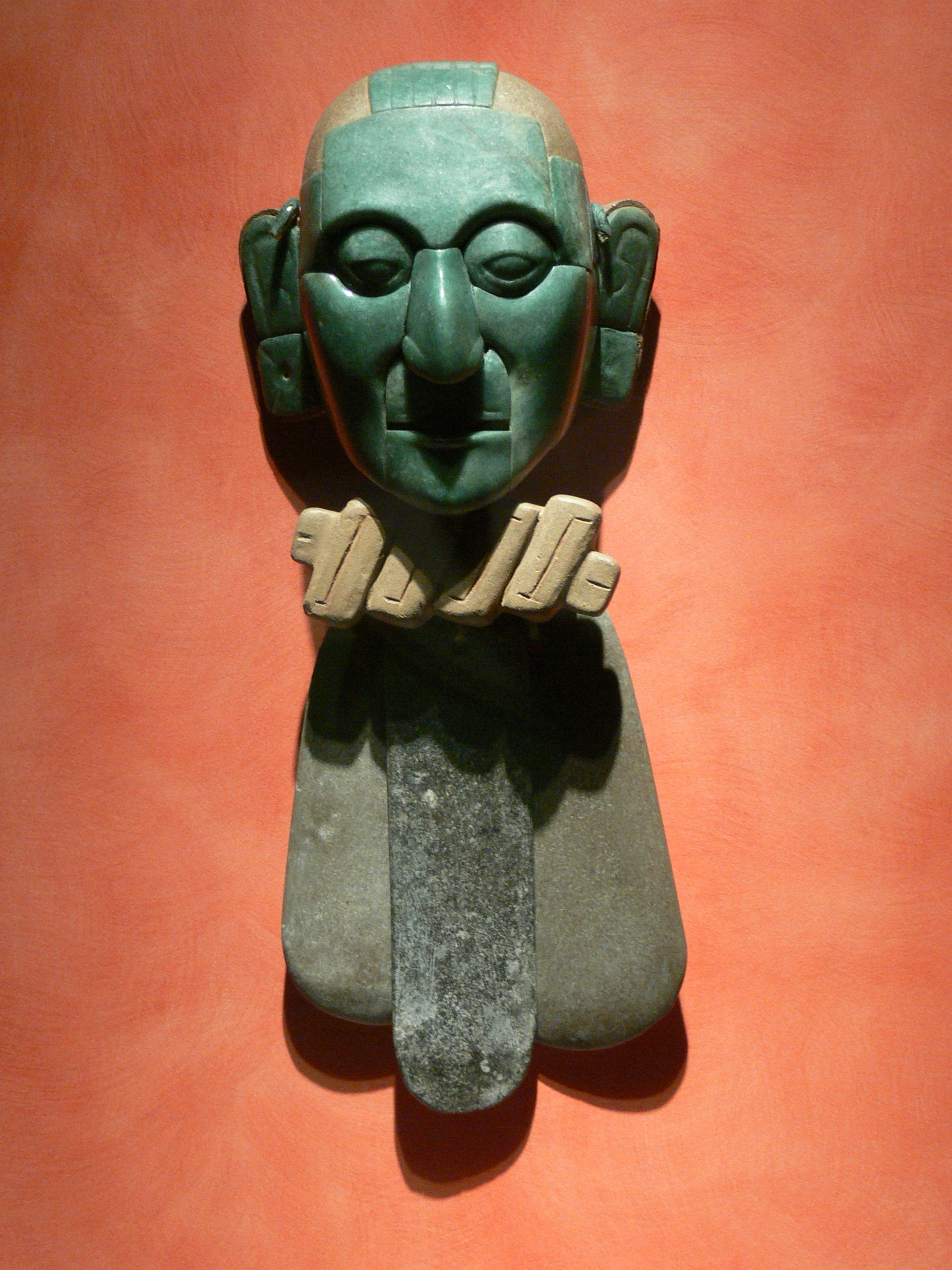
Jadekopf